# Epictia wynni
Epictia wynni — вид змій родини струнких сліпунів (Leptotyphlopidae). Ендемік Мексики.

## Поширення і екологія
Epictia wynni мешкають на півночі Керетаро та на північному заході Ідальго. Вони живуть в тропічних листопадних і вічнозелених лісах, сосново-дубових лісах, а колючих акацієвих і кактусових заростях та на полях.